# Pelzmesse in Nischni Nowgorod

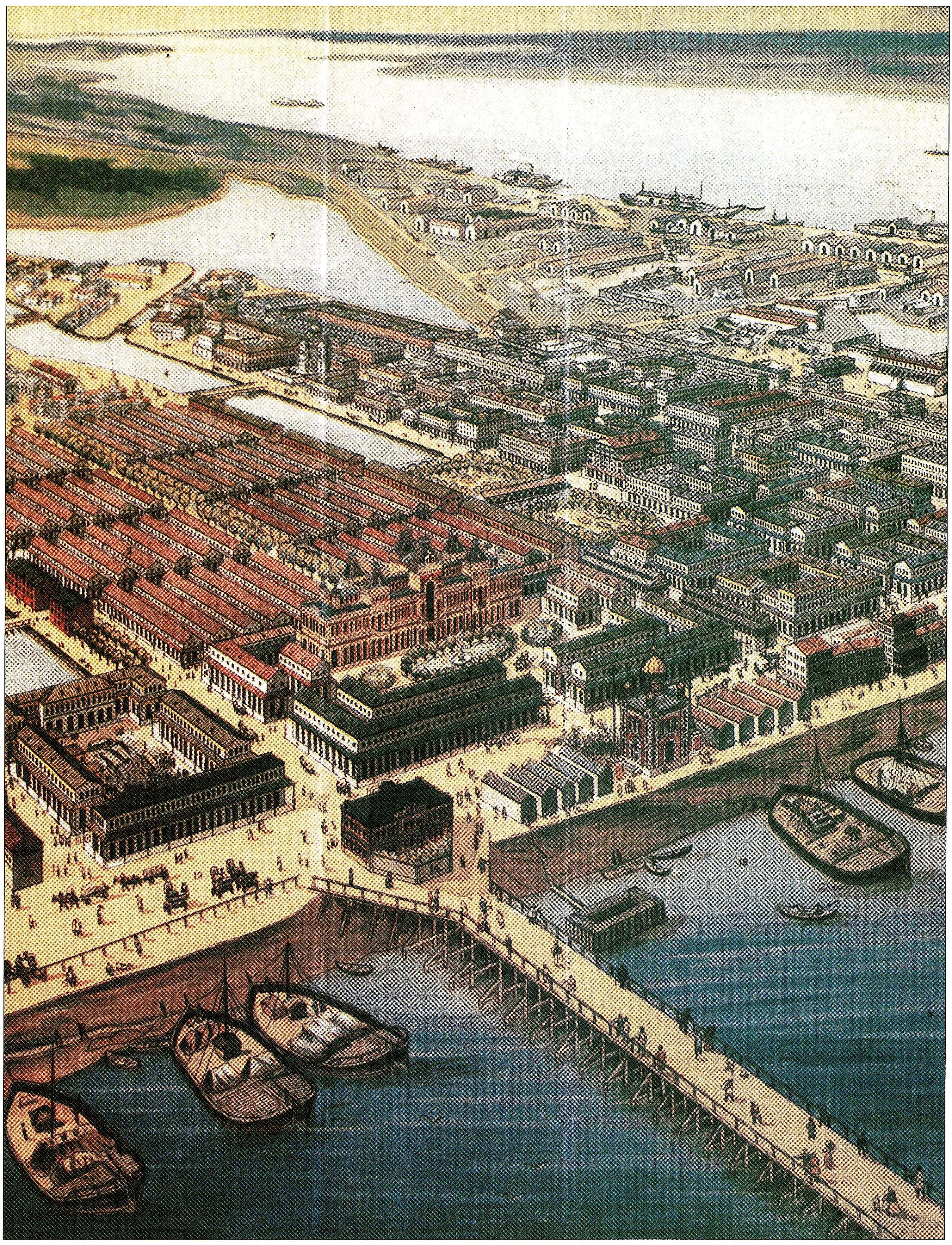
Blick auf das Messegelände (Grafik, 1986)

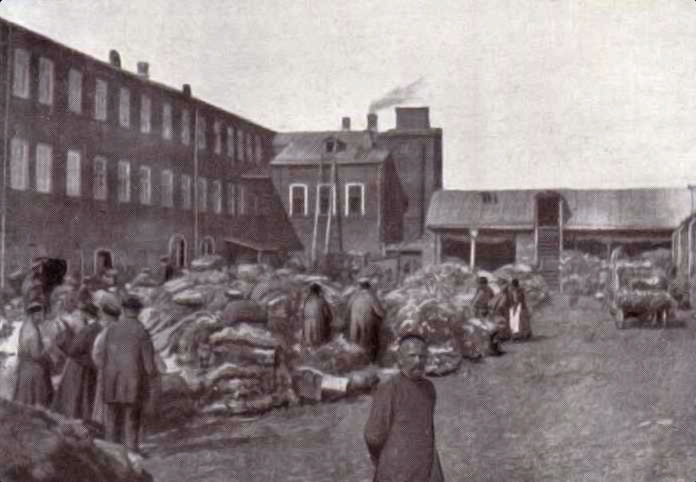
Stapelplatz mit Fellballen (1905)

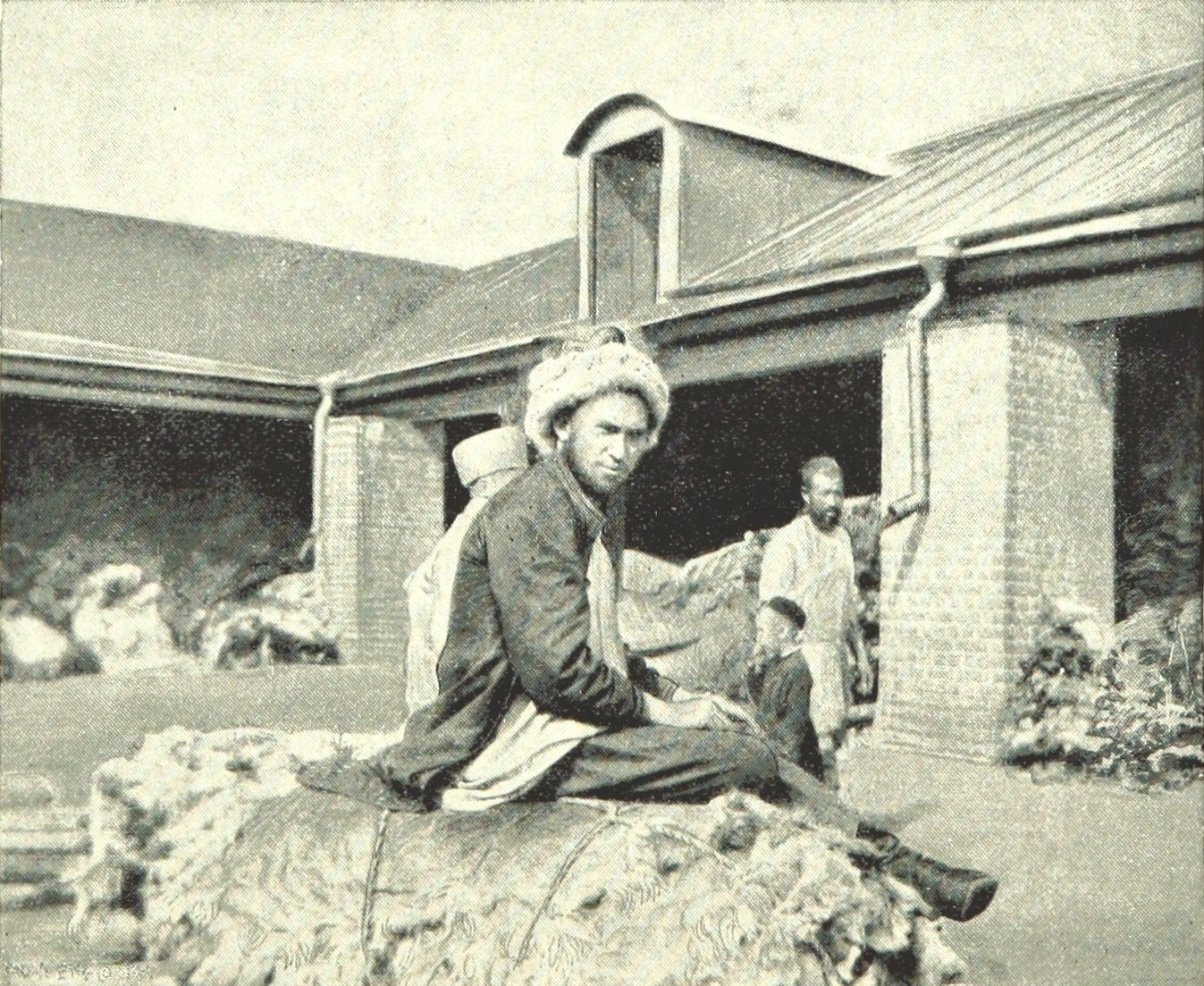
Tataren auf der Messe (1891)

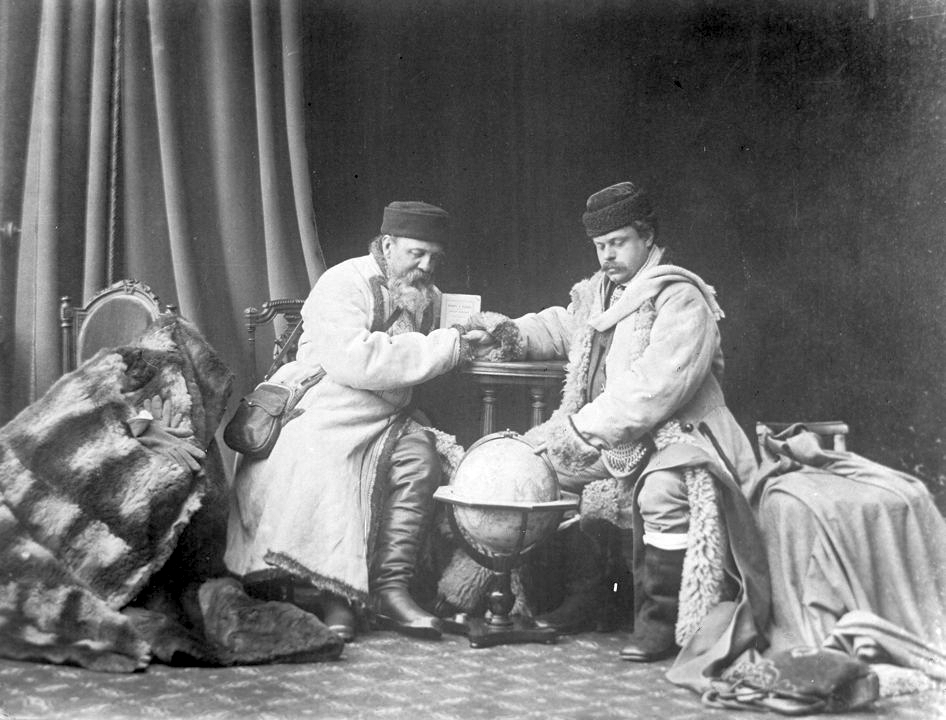
Erinnerungsfoto mit Pelzen an Nischni Nowgorod, Hochradfahrer Pawel Jakowlewitsch Pjasetski und unbekannter Mann (1870–1880er Jahre)

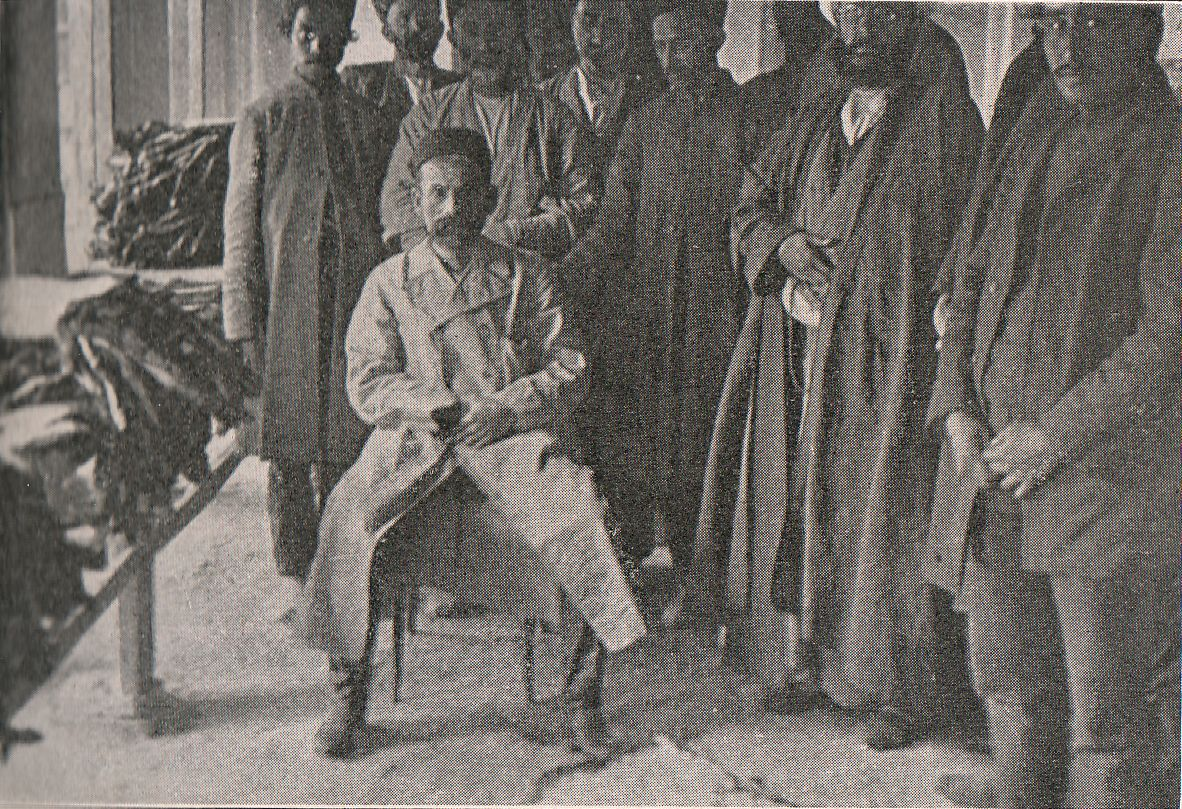
Fellhändler aus dem Kaukasus, Chiwa, Buchara und Taschkent zur Messe (1914)

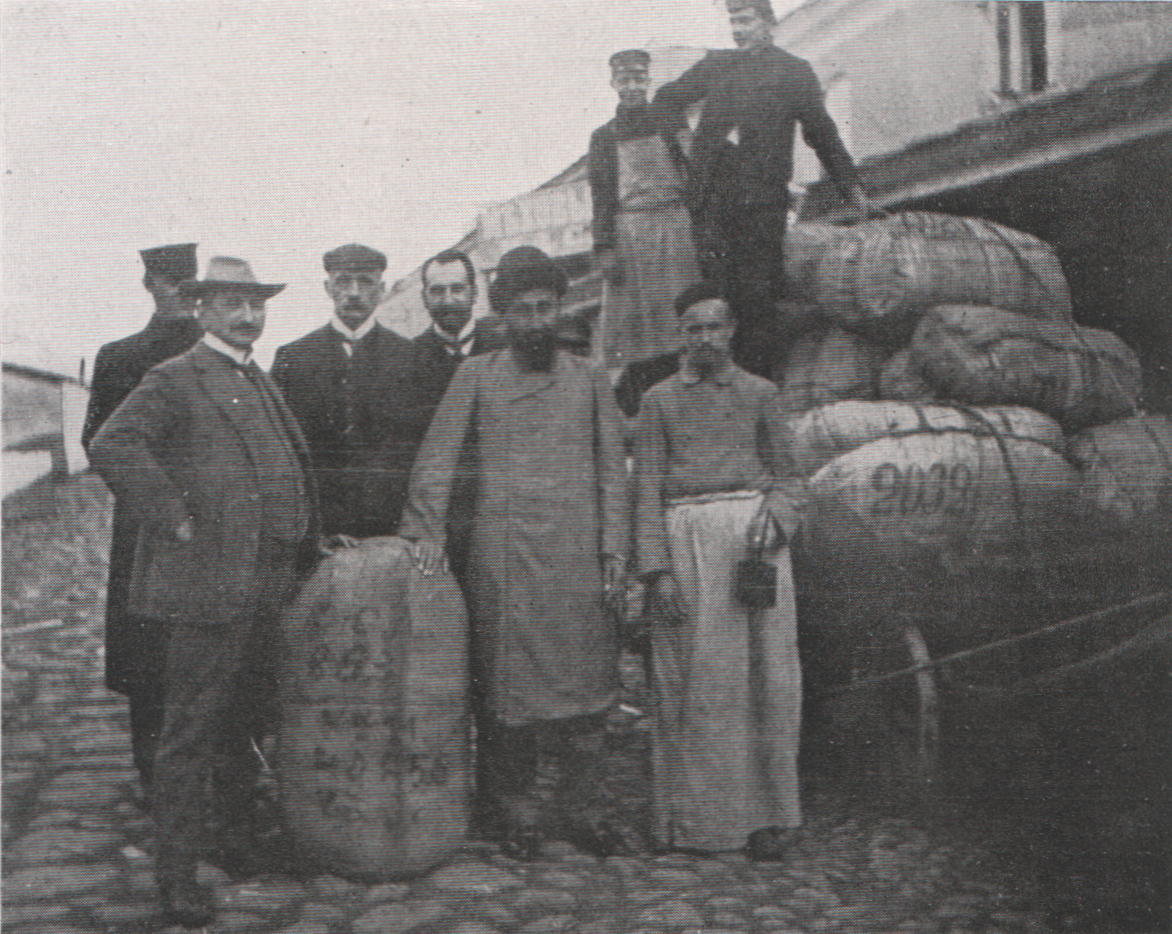
Karakul-Händler mit Fellballen (vor 1911)

Die 1817 als Nachfolger der Messe in Makarjew entstandene Pelzmesse in Nischni Nowgorod, im Pelzhandel als Rauchwarenmesse in Nischni Nowgorod bezeichnet, war Teil des „Großen Jahrmarkts von Nischni Nowgorod“, des zeitweiligen Hauptmarktes zwischen Asien und Europa. Nach alter russischer Zeitrechnung (13 Tage später als der Gregorianische Kalender) wurde die Messe jeweils von Mitte Juli bis Ende August oder Anfang September abgehalten.

## Allgemein
Der wesentlichste Ausfuhrartikel Russlands waren zu der Zeit vor allem Pelzfelle. Der Berliner Pelzhändler Emil Brass (1856–1938) bezeichnete die Nischni-Nowgorod-Messe als „die berühmteste Messe der Welt“. Hauptsitze des russischen Rauchwarenhandels waren und blieben jedoch Moskau und St. Petersburg. Von den mehreren Tausend russischen Jahrmärkten dienten etwa 400 als Zulieferer für die beiden großen Pelzmärkte in Nischni Nowgorod und dem Pelzhandel auf der Irbit-Messe.
Die Stückzahlen, in denen die Felle abgegeben wurden, waren zumeist sehr hoch, das Sortieren in mantel- und jackengerechte Kürschnersortimente erfolgte erst beim Großhandelskunden. Der Londoner Rauchwarenhändler Cripps meinte daher, vielleicht nicht ganz uneigennützig, „wer in Einzelhandelsmengen kaufen will, kauft diese besser näher daheim“.
Am 16. März 1930 erging der Befehl zur Liquidierung der Nischni Nowgorod-Messe als „sozialfeindliches Phänomen“. Als 1921 das bis dahin geltende Binnenhandelsverbot aufgehoben wurde und die Messe wiedereröffnet wurde, waren die Marktgebäude verfallen und anstelle der Kaufleute erschienen staatliche und genossenschaftliche Institutionen. Aus dem Inland waren nur asiatische Kaufleute zugelassen, wie Perser, Afghanen, Mongolen oder Chinesen. Das ehemalige Messegelände beherbergt heute das größte Kongress- und Ausstellungszentrum in der Wolgaregion und ist einer der wichtigsten Veranstaltungsorte in Nischni Nowgorod.
Von 1932 bis 1990 hieß die Stadt Gorki, nach dem russischen Schriftsteller Maxim Gorki. Die heutige Millionenstadt Nischni Nowgorod liegt rund 400 km östlich von Moskau. Mitte des 19. Jahrhunderts hatte sie sich als die Handelsstadt des russischen Reiches etabliert. Um 1900 dauerte die Fahrt mit dem Schnellzug von Moskau nach Nischni Nowgorod ungefähr 20 Stunden.
Die Stadt Nowgorod, ohne den Zusatz Nischni (neu), heute besser unterscheidbar Weliki Nowgorod genannt, befindet sich knapp 1000 Kilometer westlich. Sie war ehemals der Hauptschwerpunkt des russischen Pelzhandels.

## Geschichte
Der Ort Makarjew brannte 1816 während eines schweren Sturmes völlig aus, die dort errichteten Kaufhöfe wurden total zerstört. Nachdem die Messe drei Jahrhunderte lang hier in voller Blüte gestanden hatte, wurde sie jetzt in den aufstrebenden, 250 Kilometer entfernten Ort Nischni Nowgorod verlegt. In Makarjew war man mut- und entschlusslos gewesen und der Wiederaufbau wäre letztlich gegenüber dem schnell entschlossenen Rivalen mit noch besseren Verkehrsanbindungen zu spät gekommen. Über die Nischni-Messe hieß es deshalb auch, es sei die Messe mit der „gestohlenen Vergangenheit“. Gegenüber der Stadt entstand auf einer von der Wolga und der Oka gebildeten Landzunge eine auf Pfählen errichtete extra Messestadt mit mehreren hundert Kaufhöfen, über 6000 Messebuden, 300 Lagerhäusern, Hotels, Theater usw., welche die meiste Zeit des Jahres leer standen. Die Nischni-Messe dauerte etwa drei Monate, mit ihrem Höhepunkt im August.
Die legendäre Nischni Nowgoroder Messe ging aus dem Jahrmarkt von Makarjew hervor. Sie war einer der bedeutendsten Handelsmärkte des vorrevolutionären Russlands, der Pelzhändler Emil Brass nannte sie sogar „die berühmteste Messe der Welt“. Das Messegebäude von A. A. Betankur aus dem 19. Jahrhundert ist ein prächtiges Bauwerk mit einer Stahl-Glas-Decken-Konstruktion. Auf dem Messegelände befindet sich außerdem die Verklärungskathedrale von Auguste de Montferrand, der auch die Isaakskathedrale in Sankt Petersburg schuf. Der Großhandel verteilte sich auf 21 lange, nummerierte Reihen oder Linien meist gleichförmiger Architektur, in denen sich die Niederlagen (Lawkas) befanden. In der Reihe Kitalsky Rhad mit ihren Pagoden hatten, neben den großen Banken, Karakul-, Zobel- und Fehhändler ihre Niederlassungen. Auch altbekannte Seiden- und Teekaufleute waren hier vertreten. Die Händler mit den gelockten Karakulfellen aus Buchara und Chiwa befanden sich auf dem Wostotshny-Bazar (Ostbasar).
Bearbeitete Häute wurden in Nischni Nowgorod in zwei Märkten nebeneinander gehandelt, einer für Halbfabrikate und Leder, der andere für Fertigware, wie grobe Lederwaren, Lederhandschuhe, Schurzfelle, Ledersäcke und Schafspelze. Der Lederhandel befand sich völlig in den Händen von Moskauer Großhändlern, die ihre Waren auch direkt in den Bearbeitungsbezirken und von anderen europäischen Märkten bezogen. Das Geschäft mit Schafspelzen und verwandten Artikeln war enger mit dem Jahrmarkt verbunden als der Lederhandel. Handschuhe, Schurzfelle und Instrumententaschen aus Leder waren nach dem Ersten Weltkrieg (1914 bis 1918) durchweg noch von gröbster Qualität. Hinzu kamen Pferdegeschirre, Kumte, und Riemen. Grundlage des Geschäfts waren die niedrigen Lohnkosten im Winter und der billige Wassertransport.
Der englische Rauchwarenhändler George R. Cripps schrieb noch 1902: „Selbstverständlich sind alle Felle unzugerichtet, infolgedessen ist es schwierig, einen korrekten Preis zu ermitteln“. Ganz so war wohl nicht. Fritz Pabst schrieb 1902, dass die Russischen Händler zur Nischny-Messe mit ihren zur Leipziger Ostermesse erstandenen Waren erschienen, „soweit sie dieselben nicht zugerichtet eingethan, inzwischen in Leipzig haben zurichten lassen“. Einfach zu bearbeitende Felle, wie die von Eichhörnchen, Hasen, Fuchs, Katzen, Kaninchen, und Ziegen, wurden auch in den dem Jahrmarkt benachbarten Bezirken zugerichtet und gefärbt. Neben diesen, aus allen Teilen Russlands angelieferten Fellen, gab es die zweite Gruppe mit Hermelin, Zobel, Nerz, Biber, Otter und Iltis, sowie eine dritte mit ausländischen Fellen wie Känguru, Opossum und anderen.
Die größte Zahl der ausländischen Einkäufer kam aus Leipzig, als zweitgrößte Käufergruppe wurden 1902 die Franzosen genannt. Cripps stellte zu seiner Überraschung fest, dass er sogar einen kanadischen Kunden traf, der Fuchs- und Karakulfelle kaufte. Dabei war die Reise nach Nischni Nowgorod anfangs auch für einen westeuropäischen Kaufmann äußerst beschwerlich und zeitraubend, mit der Post fuhr man nach Moskau und von dort entweder mit dem rüttelnden, pferdegezogenen Telegas oder auf dem bequemeren Wasserweg, zuerst noch auf schwerfälligen Segelbooten, den Lotkas. Später, als die Bahn bis nach Moskau reichte und auf der Wolga Dampfer verkehrten, nahm der Besuch nichtrussischer Einkäufer zu, auch Kaufleute aus New York und London besuchten die Messe. Allerdings ging mit den besseren Verkehrsmitteln auch eine Dezentralisierung des Pelzhandels einher und die Bedeutung der Nischni Nowgoroder Messe nahm ab. Sie behielt jedoch, insbesondere für die Rauchwarenbranche, weiter eine hervorragende Bedeutung.
Für ausländische Einkäufer war der Rauchwarenhandel, das Geschäft mit Pelzfellen, am bedeutendsten. Es bestanden enge Verbindungen zu den beiden europäischen, weltweit agierenden Pelzhandelszentren, dem Brühl in Leipzig und Garlick Hill in London. Russische Rauchwarenhändler kamen, neben anderen Orten, vor allem aus Moskau, St. Petersburg, Szklów und Wilna. Nach einer Aussage des Jahres 1925 gelangten Felle von 22 bis 26 verschiedenen Pelztieren auf den Markt. Eine Auflistung aus dem Jahr 1930 nennt 45 Pelztiere, deren Felle in Russland gehandelt wurden, dazu Fohlenfelle und drei Farbvarianten des Karakulschafes.
Die einmal bedeutendste europäische Pelzkonfektionsfirma in Europa, Revillon Frères in Paris, hatte entscheidenden Anteil an der Einführung der modernen Pelzmode. Das Unternehmen besaß seit 1911 mit der autonomen Gesellschaft „Revillon Bratia“ eine Niederlassung im sibirischen Krasnoyarsk. In Omsk, Irbis und Nischni Nowgorod unterhielt sie Zweigstellen zum Felleinkauf. Als sie 1920, nach der Revolution, nach Abwicklung des letzten Russlandgeschäfts alles aufgeben musste, verlor sie auch das Gebäude in Krasnoyarsk. Leipziger Handelshäuser waren nicht nur auf den Märkten von Nischni Nowgorod und Irbit regelmäßig vertreten. Sie hatten über ganz Russland ein Netz von Agenten eingerichtet, so dass die Felle zum großen Teil gar nicht auf die Messen kam und direkt nach Deutschland exportiert wurde. Die Gewinne waren dabei sehr erheblich. Kostete ein Zobelfell vor Ort etwa 10 bis 12 Rubel, so waren es in Nischni Nowgorod 50 Rubel und in Leipzig 100 Rubel. Hasenfelle wurden in Nischni Nowgorod bei den wjatkaischen und schujaischen Pelzverarbeitern als Halbfabrikate für 6 bis 10 Kopeken gekauft, in Leipzig wurden sie zu Konfektion verarbeitet, um dann als Rückimport in Russland für 2 bis 3 Rubel verkauft zu werden. 1914 hieß es: „In London und Leipzig sind immer hübsche Grisfuchssortinmente zu haben, die aber meist für Nischny aus dem Markte genommen werden, von wo sie polnische und ungarische Kürschner erhalten“. Eine wichtige Rolle in Nischni Nowgorod spielten durchaus auch ausländische Pelze und fertige Pelze aller Art, als Exportartikel hatte russische Konfektion keine Bedeutung.
Den Handel mit Zobel-, Feh- und Bärenfellen betrieben vor allem die Tungusen und Sibiriaken, die als Persianer gehandelten Felle des Karakulschafes und Breitschwänze meist Bucharen und Turkmenen, während Schiras-Salzfelle von Persern und Tscherkessen gehandelt wurden. Chinesen und Japaner boten Zobel, Tibetlamm und Anderes an, wobei die Tartaren häufig den Zwischenhandel ausführten. Persianer mit seinen Nebenarten war der Hauptexportartikel. Zuletzt kamen 1.200.000 bis 1.500.000 gebeizte und nach Qualitäten sortierte Karakulfelle auf den Nischni Nowgoroder Markt. Die Bucharen boten Partien von 10 bis 80 Ballen an, in Ziegenfelle kunstvoll verschnürt, so dass ein Diebstahl von einzelnen Fellen aus dem Ballen unmöglich war. Während deutsche Einkäufer sich ständig über „gefälschte“ Felle beklagten, seit alters her vor allem nachgedunkelte Zobel, genügten bei Karakulfellen Stichproben von ein bis zwei Ballen, um die Qualität des ganzen Postens zu kennen. Die Sortimente waren so gewissenhaft ausgeführt, und die Bucharen waren stolz darauf, „dass sie es als Misstrauen angesehen hätten, wollte man mehr als ein oder zwei Stichproben vornehmen“. Die finanzielle Abwicklung geschah über russische Banken, deren bedeutendste gleich mit etwa 14 Zweigstellen in der verhältnismäßig kleinen Stadt vertreten waren. In Nischni Nowgorod wurde wegen des späten, nach der Irbit-Messe liegenden Termins, viel nachgefallene Ware angeboten. Für das Karakulangebot und andere gelockte Felle hatte dieser Nachteil kaum Bedeutung, da deren Lämmer ohnehin hauptsächlich im Frühjahr zur Welt kamen und die fertig behandelten Rohfelle nicht vor Ende des Sommers zur Verfügung stehen konnten.
Der Rauchwarenhändler Jury Fränkel schilderte die Besichtigung der Felle bei einem Karakulhändler. Dieser nahm die ersten Bündel, beginnend mit den Fellen eines matten und kleinlockigen Sortiments:
„Nicht good, no gut, rubaschka (das Hemd)“ sagte er, als ob er uns trösten wollte. […] Er konnte blättern: Bei den schwächeren Fellen drehte er schneller, die schönen Felle exponierte er langsam. […] Sobald ein schönes Fell vorkam, strich er zärtlich zum Kopf, schlug mit dem Handrücken auf das Fell und rief: „Mister very gut“ und als wir zu den hohen Nummern der Bündel, d. h. den sogenannten Köpfen kamen, schwelgte Hassan in Ekstase, küsste die schöne feste Locke, gackerte „gut, good g-u-u-t, gut“ in einem fort, wies auf die schöne Zeichnung der Locke hin und beteuerte, dass Allah selbst jedes Fell persönlich signiert habe: „Allah il Allah“ (es gibt nur einen Allah).
Der Gesamtumsatz in Leder und Lederwaren wurde in den letzten Jahren vor dem Ersten Weltkrieg auf 15 bis 18 Millionen Rubel geschätzt. Im Januar 1917 war der Gesamtbestand an Kalbfellen in Russland geschätzt etwa 13 bis 14 Millionen Stück, im August/September des Jahres betrug das Angebot in Nischni Nowgorod „nur etwa 6 bis 7 Millionen“. Das waren jedoch nur alte Häute, weil wegen des Kriegs und den damit einhergehenden staatlich verordneten Handelsbeschränkungen die Furcht vor der Beschlagnahmung neuer Ware bestand. Der Verkauf betrug 1917 nicht weniger als eine Million Kalbfelle, der amtliche Bericht vermerkte, „der einzige von allen Rohstoffen, dessen Handel an frühere Zeiten erinnerte“. Der Pelzhandel allgemein „gehörte zu solchen Waren, deren Handel der Krieg bedeutend weniger getroffen hat wie viele andere Gebiete des russischen Handels“. Einen großen Anreiz hatte der Pelzhandel durch die Evakuierung der städtischen, größtenteils jüdischen Bevölkerung Westrusslands erfahren. Mit Hilfe des Jahrmarktkomitees „führten sie einen scharfen Kampf gegen die den Pelzhandel mit Amerika beengenden Bestimmungen“, was besonders den Handel mit den gelockten Karakulfellen betraf. Im Jahr 1924 unterhielt das Staatshandelsorgan von Buchara einen Verkaufsladen und Musterlager in Nischni Nowgorod. Zur Wiederaufnahme der Idee, in Nischni Nowgorod eine Pelzauktion zu veranstalten, hieß es in einem Protokoll, „dass die Idee an sich von der Regierung begrüßt werde, doch müssen, da der Pelzhandel sich hauptsächlich in den Händen von Juden befinde, zunächst all, ihre Bewegungsfreiheit beschränkenden Gesetze aufgehoben werden“. Weiter hieß es, „sei die Färberei in Russland zu entwickeln, wenn Leipzig aus dem Felde geschlagen werden solle“. Alle diese Aktionen waren durch die Revolution erst einmal hinfällig geworden.
Der Pelzmarkt in Nischni Nowgorod stand in engem Zusammenhang mit dem 1633 gegründeten Jahrmarkt östlich, etwa 1600 Kilometer entfernt gelegenen Irbit, auf dem Pelzfelle ebenfalls der größte Exportartikel waren. Auch hier ging die meiste Ware direkt an den Verbrauchsort, aber vor allem bei Pelzwaren erreichte manche nicht verkaufte Ware den Nischni Nowgoroder Markt. Anfang des 20. Jahrhunderts war die Bedeutung Irbits für den Pelzhandel größer als die für Nischni Nowgorod. Die Bedeutung Nischni Nowgorods lag vor allem im Handel mit zentralasiatischem, kaukasischem und russischem Pelzwerk, vor allem mit zentralasiatischen Karakulfellen und den groblockigeren Krimmern.
Auch für Karakulfelle war der Handel durch Direkteinkäufe in den Ursprungsgegenden zum Schluss rückläufig. Es wurde deshalb angenommen, dass auch ohne den Ausbruch des Ersten Weltkriegs die Bedeutung Nischni Nowgorods weiter abgenommen hätte. Unter der sowjetischen Regierung wurde der gesamte Rauchwarenhandel verstaatlicht. Nischni Nowgorod, jetzt Gorki, wurde für Ausländer zum militärischen Sperrgebiet. Der Export erfolgte bis zur Liberalisierung Russlands mit der Rückbenennung von Gorki in Nischni Nowgorod ausschließlich über die Leningrader Rauchwaren-Auktions- und Handelsgenossenschaft Sojuzpushnina.

### Der Leipziger Brühl als Einkäufer in Nischni Nowgorod

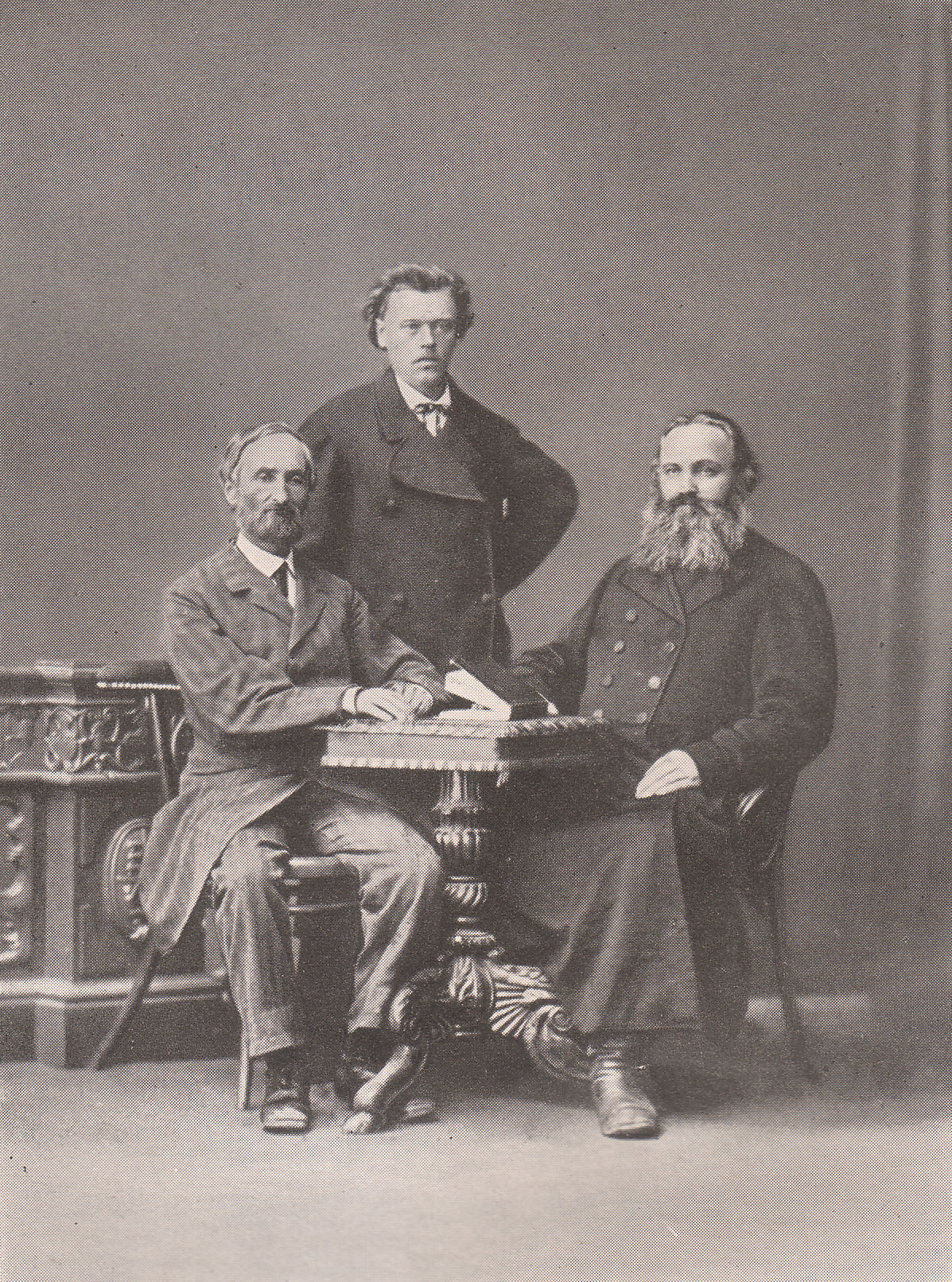
Joachim Garfunkel, zur Messe mit Feh-Fabrikanten aus Wjatka

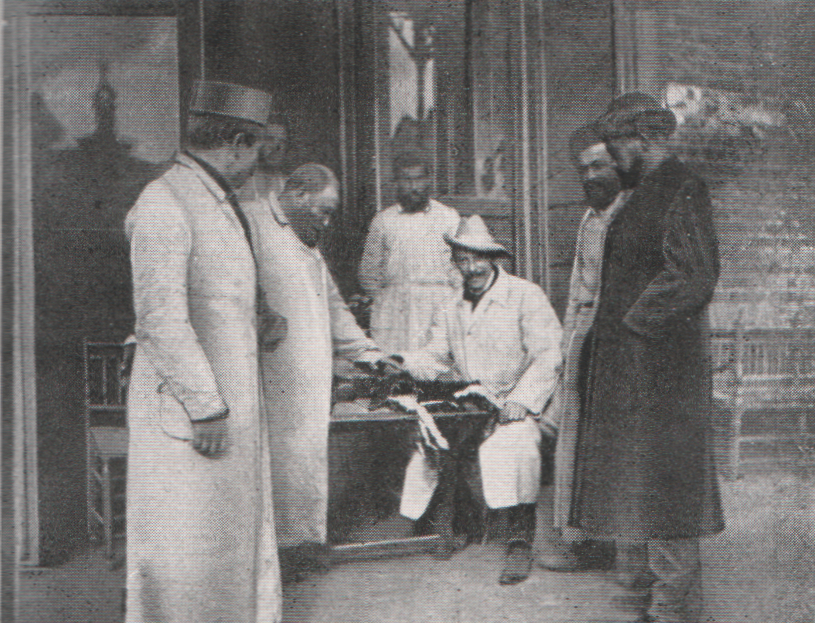
Deutsche und russische Rauchwarenhändler bei der Warenbegutachtung, einige im für die deutsche Pelzbranche typischen weißen Kittel

Die Haupthandelsplätze für russische Pelzfelle waren bis in die erste Hälfte des 20. Jahrhunderts die Messestädte Nischni Nowgorod, Irbit und Leipzig. Das Leipziger Pelzhandelszentrum galt als das „Mekka der Rauchwarenhändler“, von hier aus wurden die Felle in alle Welt weiterverkauft. Es fuhren regelmäßig etwa 30 Leipziger Rauchwarenhändler nach Nischni Nowgorod, die etwa die gleiche Anzahl Firmen vertraten. Aus Kostengründen reiste nur selten mehr als ein Firmenvertreter an, es sei denn, jemand sollte neu eingeführt werden. Gemessen an der großen Teilnahme an der Leipziger Messe scheint dies wenig, „doch gehörten die Nischni-Nowgorod-Fahrer“ aus Leipzig zu den umsatzstärksten. Von den etwa 14.000 Messebesuchern des Jahres 1913 kamen 512 aus dem Ausland, davon 35 aus Deutschland, aus Leipzig 33 und davon 31 vom Brühl.
Den Händlern am Brühl kam die Verlegung der Messe von Makarjew nach Nischni Nowgorod durchaus gelegen. Der 1878 während der Messe verstorbene Mordechai Ariowitsch, Vater von Julius Ariowitsch, mit einer Niederlassung im belorussischen Slonim, gilt als der erste bedeutende Einkäufer aus Leipzig, obwohl er dort nicht ansässig wurde. Sein Einkauf bei russischen Maklern gelangte zu einem großen Teil auf den Brühl, wo sich seine Nachkommen 1892 niederließen. Auch der Leipziger Joachim Garfunkel, aus einem anderen Branchenzentrum, dem Pelzhandelszentrum Brody, stammend, war bereits häufig in Nischni Nowgorod gewesen, um für seinen Schwiegervater Marcus Harmelin einzukaufen.
Aus Osteuropa kommende jüdische Fellhändler hatten seit dem 18. Jahrhundert den Ruf Leipzigs als eine Metropole des Rauchwarenhandels wesentlich mitbegründet. Obwohl die Stadt und die Innungen die Kürschner und Kramer Juden seit etwa 1440 durch vorgeschriebene Sonderabgaben und andere Beschwerungen den Handel erschwerten, kamen die „Messjuden“ immer wieder auf die jährlich drei Leipziger Messen. Seit 1837 normalisierte sich die Lage der jüdischen Rauchwarenhändler auf den Messen und Juden konnten die Bürgerrechte erwerben und sich in der Stadt ansiedeln. Nicht nur die durch jüdische Händler importierten Felle kamen zumeist im Rohzustand und mussten erst zugerichtet werden, was die gewaltige Entwicklung der Pelzveredlungsindustrie in und um Leipzig bewirkte.
Die aus Polen und Russland stammenden Leipziger Rauchwarenhändler hatten bereits gute Beziehungen zu Nischni Nowgorod. „Viele besaßen auf »halbem Wege« weiterhin eine Filiale oder Verwandte, wo sie Station machten“. Sie konnten fast alle russisch, notfalls half jiddisch, den alteingesessenen Händlern vom Brühl gegenüber waren sie damit von Vorteil. Um das auszugleichen, war es bei den Unternehmen üblich, einen Mitinhaber, Sohn oder Verwandten, für den Russlandhandel zu spezialisieren. der 17-jährige Paul Thorer ging beispielsweise zum Russisch lernen als Volontär nach Moskau. Ab 1881 reiste er regelmäßig nach Nischni Nowgorod.
Das Messebild mit den Buden war den Leipziger Händlern von zuhause vertraut, auch das Handelsgebaren war ähnlich. Die Handelsgebäude ähnelten denen vom Brühl. Der einfache, unspektakuläre Aufbau genügte den Geschäftsleuten durchaus. Paul Hollender vom Leipziger Pelzhandelshaus Theodor Thorer berichtete, dass der Hauptzweck der Reisen nach Nischni Nowgorod der Einkauf von bucharischen Persianerfellen war, ein Spezialartikel der Firma, obwohl das Unternehmen zuletzt auch direkt in den Ursprungsländern einkaufte. Überhaupt waren die Lammfelle des Karakulschafes ein Hauptartikel des Leipziger Pelzmarktes. Leipzig war vor 1937 in wenigen Jahrzehnten zum Mittelpunkt und Umschlagplatz für diesen Artikel geworden.
Nicht so angenehm war den Leipzigern der den vielen anderen Branchen geschuldete frühe Messetermin (28. Juli). Frische Wildwarenfelle konnte man im Spätsommer nicht erwarten. Ohnehin verkehrten zwischen November und April keine Schiffe, so dass diese Zeit nicht infrage kam. So traf sich die Branche zum günstigeren Termin im Februar in Irbit. Die dort erworbene frische Ware kam gerade rechtzeitig zu der für Leipzig wichtigen Ostermesse. Von Garfunkel ist berichtet, dass er in Irbit den Hauptteil der Fellernte aufkaufte und in Nischni Nowgorod das, was gegen Ende der Jagdsaison angefallen war. So ergänzten sich beide Märkte, aber nur die großen Rauchwarenhandlungen konnten es sich leisten, beide Messen zu besuchen. Die meisten mussten sich für eine entscheiden. War ein Händler auf eine Fellart spezialisiert, fiel die Entscheidung leichter. Ein Lammfellgrossist beispielsweise brauchte nicht nach Irbit zu fahren, wer sibirische Rauchwaren wollte dagegen schon.
Als überraschend der Erste Weltkrieg ausbrach und die ausländischen, hauptsächlich Leipziger Käufer ausblieben, resümierte die Messeleitung: „die Abwesenheit der ausländischen, hauptsächlich Leipziger Firmen …, die in normalen Zeiten als die größten Käufer des Jahrmarktes galten“, machte sich bemerkbar.

## Zahlen und Fakten
- 1844–1863

| Fellart                     | 1844      | 1851      | 1857      | 1863    |
| --------------------------- | --------- | --------- | --------- | ------- |
| Feh                         | 2.350.000 | 1.700.000 | 2.200.000 | 400.000 |
| Fehschweife                 | 5.000.000 | 600.000   | 1.600.000 | 800.000 |
| Hermelin                    | 28.000    | 72.000    | 41.200    | 48.000  |
| Kolinsky                    | 8.000     | 15.000    | 80.000    | 14.000  |
| Zobel                       | 2.400     | 280       | 600       | 1.200   |
| Merluschken (Lammfellsorte) | 200.000   | 160.000   | 200.000   | 175.000 |
| Weiße Füchse                | -         | -         | 1.500     | 6.000   |
| Steppenfüchse               | -         | 290.000   | -         | -       |
| Graue Hasen                 | 50.000    | 200.000   | -         | -       |
| Weiße Hasen                 | -         | 500.000   | -         | -       |
| Steinmarder                 | 25.000    | 20.000    | -         | -       |
| Baummarder                  | 8.000     | 2.000     | -         | -       |

- 1905

| Fellart            | insgesamt | davon sibirische   | Preise für russische und andere, nicht sibirische | für sibirische                                | Bemerkungen                                                                           |
|                    |           |                    | Rubel                                             | Rubel                                         |                                                                                       |
| ------------------ | --------- | ------------------ | ------------------------------------------------- | --------------------------------------------- | ------------------------------------------------------------------------------------- |
| Fehschweife        | 250 Pud   |                    | 340 bis 450                                       |                                               | 1 Pud = ≈ 16,38 kg                                                                    |
|                    | Stück     | Stück              |                                                   |                                               |                                                                                       |
| Feh                | 1.200.000 | 1.000.000          | 0,20 bis 0,25                                     | 0,28 bis 0,46                                 | Vom Jenissei und Lena 700.000 von Jakutsk 100.000 vom ob 200.000                      |
| Hasen, roh         | 300.000   | -                  | -                                                 | 0,20 bis 0,25                                 |                                                                                       |
| Hasen, zugerichtet | 500.000   | -                  | -                                                 | 0,19 bis 0,40                                 |                                                                                       |
| Katzen             | 40.000    | meist aus Sibirien | meist aus Sibirien                                | 0,15 bis 0,50 darunter schwarze 0,40 bis 0,50 | Einige auch aus Orenburg, Simbirsk, Ufa                                               |
| Iltis              | 150.000   | z. T. aus Sibirien | 0,45 bis 0,50                                     | 0,40 bis 0,45                                 | Die russischen stammen zumeist aus Orenburg (sie gelten als die besten)               |
| Murmel             | 900.000   | 650.000            | 0,70 bis 0,75                                     | 0,50 bis 0,65                                 |                                                                                       |
| Zobel              | 13.300    | 13.300             | -                                                 | 20,- bis 200,-                                |                                                                                       |
| Eisfuchs           | 5.000     | meist aus Sibirien | 5,- bis 7,-                                       | 8,- bis 9,-                                   | Die russischen stammen aus Archangelsk, die sibirischen aus Jakutsk und vom Jenissei  |
| Fuchs              | 155.000   | -                  | 3,- bis 5,-                                       | 3,50 bis 10,-                                 |                                                                                       |
| Hermelin           | 15.000    | meist aus Sibirien | 2,50 bis 3,-                                      | 2,25 bis 2,60                                 | Die russischen stammen aus Archlangelsk, die sibirischen aus Jakutsk und vom Jenissei |
| Marder             | 16.000    | -                  | 6,- bis 10,- Preise ohne Schwanz                  | 6,- bis 10,- Preise ohne Schwanz              | Aus Sibirien, Russland, Kaukasus, Persien, Türkei                                     |
| Bär                | 900       |                    | 10,- bis 20,-                                     | 10,- bis 20,-                                 |                                                                                       |
| Kolinski           | 20.000    | meist aus Sibirien | 1,35 bis 1,65                                     | 1,35 bis 1,65                                 |                                                                                       |

- 1904 bis 1908 betrug der Eingang an Pelzwaren in Nischni Nowgorod 7.917.000 Stück; 1909 bis 1913 11.932.000 Stück.[16]
- Noch 1922 betrug der Gesamtumsatz im Pelzbereich in Nischni Nowgorod mehrere hundert Millionen Rubel. Durch Maßnahmen der Sowjetregierung wurde er dann jedoch bedeutungslos.[12]